# Liste des épisodes de Darker than Black
Cette page liste les épisodes de l'anime Darker than Black et sa suite.

## Saison 01:Kuro no Keiyakusha
| No | Titre français                                                               | Titre japonais                            | Titre japonais                                                  | Date de 1re diffusion |
| No | Titre français                                                               | Kanji                                     | Rōmaji                                                          | Date de 1re diffusion |
| -- | ---------------------------------------------------------------------------- | ----------------------------------------- | --------------------------------------------------------------- | --------------------- |
| 01 | L’étoile du pacte file… - 1re partie                                         | 契約の星は流れた…(前編)                   | Keiyaku no Hoshi wa Nagareta… (Zenpen)                          | 6 avril 2007          |
| 02 | L’étoile du pacte file… - 2e partie                                          | 契約の星は流れた…(後編)                   | Keiyaku no Hoshi wa Nagareta… (Kōhen)                           | 12 avril 2007         |
| 03 | La nouvelle étoile brille à l’aurore… - 1re partie                           | 新星は東雲の空に煌く…(前編)               | Shinsei wa Shinonome no Sora ni Kirameku… (Zenpen)              | 19 avril 2007         |
| 04 | La nouvelle étoile brille à l’aurore… - 2e partie                            | 新星は東雲の空に煌く…(後編)               | Shinsei wa Shinonome no Sora ni Kirameku… (Kōhen)               | 26 avril 2007         |
| 05 | Le rêve cramoisi du désespoir disparaît en Europe de l’est… - 1re partie     | 災厄の紅き夢は東欧に消えて…(前編)         | Saiyaku no Akaki Yume wa Tōō ni Kiete… (Zenpen)                 | 3 mai 2007            |
| 06 | Le rêve cramoisi du désespoir disparaît en Europe de l’est… - 2e partie      | 災厄の紅き夢は東欧に消えて…(後編)         | Saiyaku no Akaki Yume wa Tōō ni Kiete… (Kōhen)                  | 10 mai 2007           |
| 07 | Le gardénia diffuse son odeur sous la pluie de mai… - 1re partie             | 五月雨にクチナシは香りを放ち…(前編)       | Samidare ni Kuchinashi wa Kaori o Hanachi… (Zenpen)             | 17 mai 2007           |
| 08 | Le gardénia diffuse son odeur sous la pluie de mai… - 2e partie              | 五月雨にクチナシは香りを放ち…(後編)       | Samidare ni Kuchinashi wa Kaori o Hanachi… (Kōhen)              | 24 mai 2007           |
| 09 | La robe blanche teintée des rêves de la jeune fille et de sang… - 1re partie | 純白のドレスは少女の夢と血に染まる…(前編) | Junpaku no Doresu wa Shōjo no Yume to Chi ni Somaru… (Zenpen)   | 31 mai 2007           |
| 10 | La robe blanche teintée des rêves de la jeune fille et de sang… - 2e partie  | 純白のドレスは少女の夢と血に染まる…(後編) | Junpaku no Doresu wa Shōjo no Yume to Chi ni Somaru… (Kōhen)    | 7 juin 2007           |
| 11 | Il est temps de récupérer ce qui a été perdu dans le mur - 1re partie        | 壁の中、なくしたものを取り戻すとき…(前編) | Kabe no Naka, Nakushita Mono o Torimodosu Toki… (Zenpen)        | 14 juin 2007          |
| 12 | Il est temps de récupérer ce qui a été perdu dans le mur - 2e partie         | 壁の中、なくしたものを取り戻すとき…(後編) | Kabe no Naka, Nakushita Mono o Torimodosu Toki… (Kōhen)         | 21 juin 2007          |
| 13 | Mon cœur ne se balance pas avec l’eau dans la nuit d’argent - 1re partie     | 銀色の夜、心は水面に揺れることなく…(前編) | Gin'iro no Yoru, Kokoro wa Suimen ni Yureru Koto Naku… (Zenpen) | 28 juin 2007          |
| 14 | Mon cœur ne se balance pas avec l’eau dans la nuit d’argent - 2e partie      | 銀色の夜、心は水面に揺れることなく…(後編) | Gin'iro no Yoru, Kokoro wa Suimen ni Yureru Koto Naku… (Kōhen)  | 5 juillet 2007        |
| 15 | Le souvenir de la trahison et celui d’un sourire d'Amber - 1re partie        | 裏切りの記憶は琥珀色の微笑み…(前編)       | Uragiri no Kioku wa Kohakuiro no Hohoemi… (Zenpen)              | 12 juillet 2007       |
| 16 | Le souvenir de la trahison et celui d’un sourire d'Amber - 2e partie         | 裏切りの記憶は琥珀色の微笑み…(後編)       | Uragiri no Kioku wa Kohakuiro no Hohoemi… (Kōhen)               | 19 juillet 2007       |
| 17 | Une chanson d’amour du cloaque - 1re partie                                  | 掃きだめでラブソングを歌う…(前編)         | Hakidame de Rabu Songu o Utau… (Zenpen)                         | 26 juillet 2007       |
| 18 | Une chanson d’amour du cloaque - 2e partie                                   | 掃きだめでラブソングを歌う…(後編)         | Hakidame de Rabu Songu o Utau… (Kōhen)                          | 2 août 2007           |
| 19 | Le sobre rêve de la vanité - 1re partie                                      | あさき夢見し、酔いもせず…(前編)           | Asaki Yumemishi, Yoi mo Sezu… (Zenpen)                          | 9 août 2007           |
| 20 | Le sobre rêve de la vanité - 2e partie                                       | あさき夢見し、酔いもせず…(後編)           | Asaki Yumemishi, Yoi mo Sezu… (Kōhen)                           | 16 août 2007          |
| 21 | Une ville épurée fond en larmes - 1re partie                                 | 粛正の街は涙に濡れて…(前編)               | Shukusei no Machi wa Namida ni Nurete… (Zenpen)                 | 30 août 2007          |
| 22 | Une ville épurée fond en larmes - 2e partie                                  | 粛正の街は涙に濡れて…(後編)               | Shukusei no Machi wa Namida ni Nurete… (Kōhen)                  | 6 septembre 2007      |
| 23 | Dieu est dans son paradis…                                                   | 神は天にいまし…                           | Kami wa Ten ni Imashi…                                          | 13 septembre 2007     |
| 24 | Pluie de météorites                                                          | 流星雨                                    | Ryūseiu                                                         | 20 septembre 2007     |
| 25 | Le rêve obscur du faucheur des ténèbres est-il plus sombre que le noir ?     | 死神の見る夢は、黒より暗い暗闇か?         | Shinigami no Miru Yume wa, Kuro yori Kurai Kurayami ka?         | 27 septembre 2007     |

### OAV
| No                                          | Titre français                    | Titre japonais   | Titre japonais                    | Date de 1re diffusion |
| No                                          | Titre français                    | Kanji            | Rōmaji                            | Date de 1re diffusion |
| ------------------------------------------- | --------------------------------- | ---------------- | --------------------------------- | --------------------- |
| 26                                          | À l'ombre des cerisiers en fleurs | 桜の花の満開の下 | Sakura no Hana no Mankai no Shita | 26 mars 2008          |
| Note : Épisode Bonus présent sur le 9e DVD. |                                   |                  |                                   |                       |

## Saison 2:Gemini of the Meteor
| No | Titre français                                       | Titre japonais            | Titre japonais                                | Date de 1re diffusion |
| No | Titre français                                       | Kanji                     | Rōmaji                                        | Date de 1re diffusion |
| -- | ---------------------------------------------------- | ------------------------- | --------------------------------------------- | --------------------- |
| 01 | Le chat noir n'a pas rêvé d'une étoile...            | 黒猫は星の夢を見ない…     | Kuroneko wa Hoshi no Yume o Minai...          | 8 octobre 2009        |
| 02 | L'étoile filante...                                  | 堕ちた流星…               | Ochita Ryūsei...                              | 15 octobre 2009       |
| 03 | Disparition dans le champ de neige                   | 氷原に消える…             | Hyōgen ni Kieru...                            | 22 octobre 2009       |
| 04 | L'arche ondule sur le lac                            | 方舟は湖水に揺蕩う…       | Hakobune wa Kosui ni Tayutau...               | 29 octobre 2009       |
| 05 | La fumée du coup de feu se dissipe, une vie s'éteint | 硝煙は流れ、命は流れ…     | Shōen wa Nagare, Inochi wa Nagare...          | 5 novembre 2009       |
| 06 | Un doux parfum, un coeur plus amer                   | 香りは甘く、心は苦く…     | Kaori wa Amaku, Kokoro wa Nigaku...           | 12 novembre 2009      |
| 07 | La Poupée chante à travers la neige dansante...      | 風花に人形は唄う…         | Kazabana ni ningyou wa utau...                | 19 novembre 2009      |
| 08 | La lumière du Soleil décline sur ce jour d'été...    | 夏の日、太陽はゆれて…     | Natsu no Hi, Taiyō wa Yurete...               | 26 novembre 2009      |
| 09 | La brusque rencontre d'un jour                       | 出会いはある日突然に…     | Deai wa Aru Hi Totsuzen ni...                 | 3 décembre 2009       |
| 10 | Ton sourire au coin de la rue...                     | 偽りの街角に君の微笑みを… | Itsuwari no Machikado ni Kimi no Hohoemi o... | 10 décembre 2009      |
| 11 | La mare est asséchée, la Lune est pleine...          | 水底は乾き、月は満ちる…   | Suitei wa Kawaki, Tsuki wa Michiru...         | 17 décembre 2009      |
| 12 | Sous la voûte céleste                                | 星の方舟                  | Hoshi no Hakobune                             | 24 décembre 2009      |